# 國民革命軍第一二三軍
国民革命军第一二三军，是江苏省地方保安部队组建的一个军。

## 历史
1949年1月，由江苏省政府主席丁治磐的2个地方保安旅编成第一二三军。驻苏州整训。
1949年2月江苏保安暂编纵队改编的暂编第7、8师拨该军。渡江战役前防守长江沿线，阵地西接江阴要塞。1949年5月参加上海战役被歼灭。